# Notoxus zambianus
Notoxus zambianus es una especie de coleóptero de la familia Anthicidae.

## Distribución geográfica
Habita en Zambia.